# Wayside (serie animata)
Wayside School o Wayside è un cartone animato canadese-statunitense di John Derevlany prodotta da Nickelodeon e Teletoon. La serie è liberamente ispirata dai libri di Sideways Stories from Wayside School di Louis Sachar.

## Trama
Wayside si svolge nella Wayside School, una bizzarra scuola elementare di trenta piani. La scuola è stata accidentalmente costruita al contrario, con una classe per ogni piano anziché trenta classi in un solo piano. La serie è incentrata su Todd, un bambino ordinario che, trasferitosi da poco alla Wayside, fatica ad adattarsi alle stranezze di quest'ultima.

## Personaggi principali
- Todd è il protagonista della serie. È un ragazzino tranquillo e ordinario che cerca sempre di trovare una soluzione logica alle cose. Vuole rendere la sua nuova scuola un posto più "normale" e soprattutto per questo viene punito dalla maestra che lo costringe quasi sempre ad andare a casa prima con lo scuolabus dell'asilo. Ha i capelli arancioni, la pelle molto chiara e due denti un po' sporgenti. Frequenta la classe del trentesimo piano, la classe di Mrs. Jewls.
- Maurecia è una bambina che porta sempre casco e pattini e che ama fare acrobazie (talvolta insieme al suo porcospino verde Fluffy e alla sua amica Jenny). È innamorata di Todd e gli mostra il suo amore prendendolo a pugni. Ha i capelli blu-viola raccolti in una coda di cavallo e il viso più allungato e roseo rispetto agli altri personaggi.
- Myron è un bambino particolarmente ambizioso che vuole diventare capoclasse a tutti i costi, anche quando non è in corso un'elezione. In alcune delle prime puntate viene aiutato nell'impresa da Dana, la sua "manager" e migliore amica. Spesso è molto egoista e vanitoso senza neanche rendersene conto e si lamenta quando non ottiene ciò che vuole. In alcuni episodi tratta come un idolo il preside Kidswatter e lo definisce un eroe. Ha la pelle scura, i capelli rossicci e porta gli occhiali.
- Dana è una bambina dal carattere molto allegro che ha come più grande passione le regole: infatti conosce a memoria tutti i libri delle regole della Wayside. È la prima persona che Todd abbia conosciuto alla Wayside e ha buoni rapporti con lui e con gli altri personaggi. In alcune delle prime puntate lei e Myron si definiscono migliori amici. Ha i capelli viola, i denti particolarmente sporgenti e porta gli occhiali. Ha un naso abbastanza grande, simile a quelli di Myron e del preside. È l'unica femmina che non ha le ciglia.
- Mrs. Jewls è la maestra della classe del trentesimo piano. Ha un metodo di insegnamento piuttosto bizzarro. È sempre molto gentile con tutti i suoi alunni escluso Todd, il quale punisce per motivi assurdi.
- Mr. Kidswatter è il preside della scuola, un uomo teso ed eccentrico spesso incompetente a quanto riguarda l'amministrazione della scuola ma molto bravo nei suoi hobby come il pattinaggio sul ghiaccio. Come nei libri, dimentica sempre i nomi delle persone e per via di un incidente con una porta decide di sostituire la parola "porta" con la parola "goozack".
- Louis è il bidello della scuola, un ragazzo rilassato e amichevole che spesso aiuta il preside Kidswatter ed è molto popolare tra i bambini della scuola. Nei libri, il personaggio di Louis the Yard Teacher (letteralmente "l'insegnante del cortile") era basato sull'autore stesso.
- Miss Mush è la cuoca della scuola che proviene dalla "Mamaland" (presumibilmente una parodia della Russia o un altro paese dell'Europa dell'Est), che cucina piatti disgustosi capaci di far innamorare qualcuno all'istante o corrodere le pareti della scuola. Spesso parla con il suo topo morto domestico Sammy.

## Altri personaggi
- Shari
- Stephen
- I tre Eric
- Jenny
- John
- Deedee
- Fluffy
- Sammy
- Poobinsky/Stewy
- Mrs. Gorf
- Le Chef
- Papa Jewls
- Genitori di Todd
- Mrs. Ivil Keesuu
- Miss Zarves

## Doppiaggio
| Personaggio     | Doppiatore originale                   | Doppiatore italiano |
| --------------- | -------------------------------------- | ------------------- |
| Todd            | Mark Rendall Michael Cera (solo ep. 1) | Gaia Bolognesi      |
| Maurecia        | Denise Oliver                          | Valeria Marconi     |
| Sig. Ra Jewls   | Kathy Najimy                           | Milvia Bonacini     |
| Dana            | Lisa Ng                                | Joy Saltarelli      |
| Myron           | Martin Villafana                       | Daniele Raffaeli    |
| Sig. Ra Mush    | Ferguson Frye                          | Carmen Onorati      |
| Sig. Kidswatter | Peter Weir                             | Rino Bolognesi      |
| Louis           | Damon D'Oliveria                       | Marco Patrignani    |